# Trait biélorusse
Le Trait biélorusse (biélorusse : belorusskaya uprazhnaya) est une race de chevaux de trait, originaire de Biélorussie. Il provient de croisements de chevaux locaux avec des Døle Gudbrandsdal, des Ardennais, Ardennais suédois, Bretons, trait belges, et des races de la Russie centrale et de l'Ukraine. De modèle carrossier, il en existe deux types, un léger et un lourd. La race, polyvalente, est élevée tant pour l'équitation que pour la traction, la viande et le lait.

## Histoire

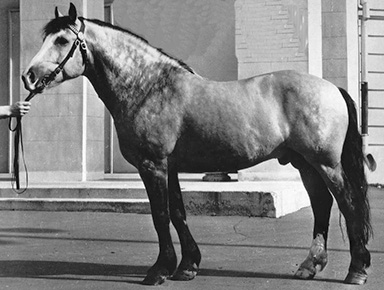
Trait biélorusse avant les années 1960

La race est connue localement sous de nombreux noms : belorusskaya uprazhnaya, « Russe blanc d'attelage » et « Biélorusse d'attelage ». L'Université d'Oklahoma lui attribue pour lointain ancêtre le cheval des forêts. D'après DAD-IS, son origine remonte à la fin du XIXe siècle, par une combinaison de croisements entre diverses races de chevaux de trait, en particulier le Døle Gudbrandsdal. Le guide Delachaux indique le milieu du XXe siècle, par croisements entre les chevaux locaux, en particulier le Polesskaya, avec une forte influence du Døle, mais aussi du trait belge, du Breton, de l'Ardennais, et de chevaux de trait russes. Le but est l'obtention d'un bon cheval de travaux agricoles.
Le berceau d'élevage se situe dans l'Ouest de la Biélorussie, où les pâturages sont réputés plus riches. La race est reconnue en 2000.

## Description
D'après le guide Delachaux, les femelles toisent 1,48 m à 1,56 m, les mâles 1,55 m à 1,61 m, pour un poids moyen de 500 à 600 kg. DAD-IS indique une moyenne de 1,50 m chez les femelles et 1,53 m chez les mâles, pour un poids respectif de 495 à 540 kg. CAB International donne une fourchette de taille (2016) allant de 1,48 m à 1,57 m. Six lignées sont répertoriées chez le trait biélorusse. L'espérance de vie et la fertilité sont réputées bonnes.

### Morphologie
Il existe deux types chez la race, un lourd et un léger. Le modèle est typique d'un cheval carrossier.
Ce cheval est trapu. Sa petite tête étroite, de profil rectiligne, présente un front large. L'encolure est musclée et de longueur moyenne, le poitrail large, le garrot peu ou moyennement sorti. Le dos est long,
et plat, la croupe est large et courte, arrondie et bien musclée. Crinière et queue sont fournies, une ondulation des crins étant possible. Les fanons sont en revanche peu fournis.

### Robes
La robe est de couleur unie, généralement baie ou alezane sous toutes les nuances, le gène Dun étant possible, de même que le palomino, le louvet, le rouan et le pie.

## Utilisations
La race est polyvalente, puisqu'aussi bien montée qu'attelée ou consommée pour sa viande. Le trait biélorusse est apte aux travaux de débardage et d'agriculture, particulièrement en terrain marécageux, à l'attelage, et au saut d'obstacles. Il est réputé localement pour avoir le plus haut rapport poids/puissance de traction de tous les chevaux de trait. Les mesures de performances dans DAD-IS sont une marche sur 2 km en tirant 150 kg en 14 min 41 s, le trot sur 2 km en tirant 50 kg en 5 min 13 s, et la traction de 300 kg sur 388,8 m. La charge maximum tirée par un cheval de cette race est de 660 kg.
Les juments fournissent du lait, en moyenne 9 litres par jour, les meilleures juments laitières donnant 2 560 litres sur une lactation de six mois . Le trait biélorusse peut faire un bon cheval d'équithérapie, et a peut-être un avenir dans l'équitation de loisir grâce à ses couleurs de robe attractives.

## Diffusion de l'élevage

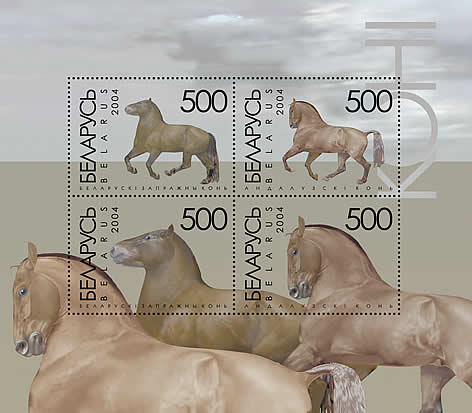
Timbres biélorusses montrant la race

Le niveau de menace pesant sur la race n'est pas connu dans DAD-IS. L'étude menée par l'Université d'Uppsala, publiée en août 2010 pour la FAO, signale le trait biélorusse comme race de chevaux locale européenne qui n'est pas menacée d'extinction. 
La race est exportée vers la Russie.